# توريكيمادا
بلدية توريكويمادا (بالإسبانية: Torrequemada)‏، هي بلدية تقع في مقاطعة قصرش والتي تقع في منطقة إكستريمادورا، غرب إسبانيا.
يبلغ عدد سكانها 613 نسمة وفقاً لإحصائية سنة (2002).